# Wenatchee Mountains

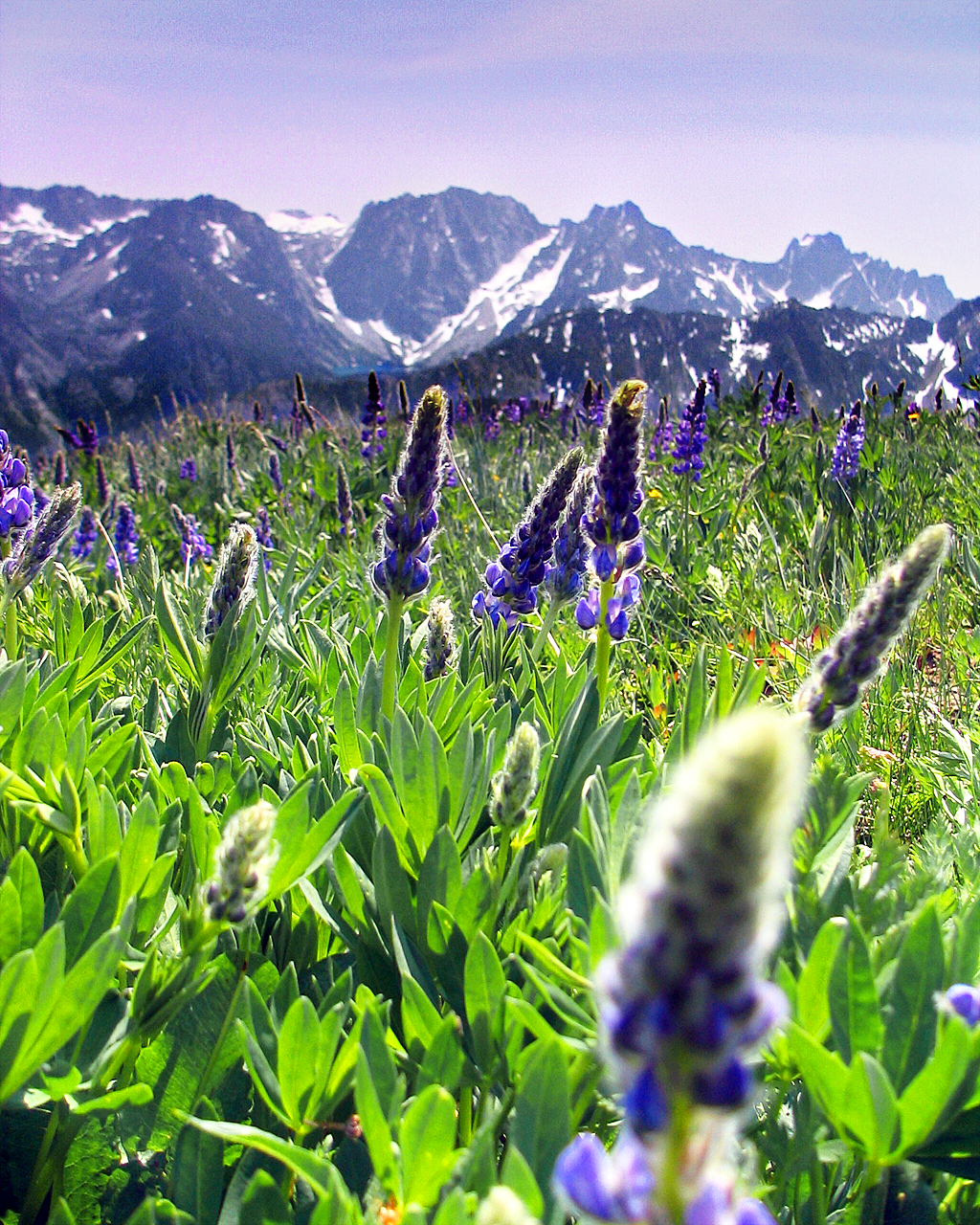
Der Dragontail Peak von einer Wiese am Cashmere Mountain aus

Die Wenatchee Mountains sind eine Kette von Bergen im Zentrum des US-Bundesstaates Washington. Als Hauptkette des Kaskadengebirges, die sich etwa 50 mi (80 km) östlich des Hauptgrades erstreckt, trennen die Wenatchee Mountains die Einzugsgebiete des Yakima River und des Wenatchee River. Der Hauptgrad der Wenatchee Mountains bildet einen Teil der Grenze zwischen den Countys Chelan und Kittitas.

## Ausdehnung
Fred Beckey beschreibt die Wenatchee Mountains als das Gebiet zwischen dem Wenatchee und dem Yakima River sowie dem Stevens Pass. Zu den bedeutendsten Merkmalen zählt er Mount Stuart, den zweithöchsten nicht-vulkanischen Gipfel in Washington und einen der größten monolithischen Granit-Berge der Vereinigten Staaten, die Cashmere Crags, das Lost World Plateau, das Edward Plateau und das Dragontail Plateau, das Enchantment Lakes Basin („eins der fantastischsten Beispiele einer eisgeprägten Wildnis in den Kaskaden“), den Icicle Creek und sein enges, U-förmiges, mehr als 6.000 ft (ca. 1.830 m) tief eingeschnittenes Tal, eines der tiefsten in den Kaskaden sowie den ungewöhnlich gewundenen Tumwater Canyon des Wenatchee River.
Laut Peakbagger.com werden die Wenatchee Mountains wie folgt begrenzt: den U.S. Highway 2 vom Stevens Pass bis Wenatchee am Columbia River entlang, dann den Columbia River abwärts bis zur Interstate 90, danach westwärts entlang des Highways in die Umgebung von Cle Elum und Roslyn, dann nordwärts entlang des Cle Elum Lake und des Cle Elum River und schließlich nordwärts wieder zum Stevens Pass. Teilketten der Wenatchee Mountains und ihre höchsten Gipfel sind nach dieser Definition die Chiwaukum Mountains (Big Chiwaukum Mountain, 8.501 ft (2.591 m)), die North Wenatchee Mountains (Cashmere Mountain, 8.501 ft (2.591 m)), die Stuart Range (Mount Stuart, 9.415 ft (2.870 m)), das Teanaway Area (Ingalls Peak, 7.662 ft (2.335 m)) und die Mission-Naneum Ridges (Mission Peak, 6.876 ft (2.096 m)). Peakbagger.com definiert und benennt auch die Bergregionen, die an die Wenatchee Mountains grenzen. Dies sind das Alpine Lakes Area im Westen, der South Cascade Crest im Süden, das Gebiet um den Glacier Peak und den North Stevens Pass im Nordwesten und die Entiat Mountains im Nordosten.
Das USGS GNIS definiert die Bergkette mit einer einfachen, siebenpunktigen Liste in einer Linie, die etwa vom Paddy-Go-Easy Pass und Granite Mountain bis etwa zum Blewett Pass und Naneum Creek verläuft.

## Hauptgipfel
- Mount Stuart – 9.209 ft (2.807 m) – 47° 29′ N, 120° 54′ W[4]
- Dragontail Peak – 8.809 ft (2.685 m) – 47° 29′ N, 120° 50′ W[5]
- Colchuck Peak – 8.507 ft (2.593 m) – 47° 29′ N, 120° 51′ W[6]
- Cannon Mountain – 8.579 ft (2.615 m) – 47° 30′ N, 120° 48′ W[7]
- Sherpa Peak – 8.478 ft (2.584 m) – 47° 28′ N, 120° 53′ W[8]
- Enchantment Peak – 8.520 ft (2.597 m) – 47° 29′ N, 120° 48′ W[9]
- Witches Tower – 8.520 ft (2.597 m) – 47° 29′ N, 120° 50′ W[10]
- Cashmere Mountain – 8.448 ft (2.575 m) – 47° 34′ N, 120° 51′ W[11]
- Argonaut Peak – 8.369 ft (2.551 m) – 47° 28′ N, 120° 52′ W[12]
- Little Annapurna – 8.458 ft (2.578 m) – 47° 28′ N, 120° 49′ W[13]
- Eightmile Mountain – 7.864 ft (2.397 m) – 47° 32′ N, 120° 54′ W[14]
- The Cradle – 7.231 ft (2.204 m) – 47° 34′ N, 121° 2′ W[15]
- Granite Mountain – 7.064 ft (2.153 m) – 47° 35′ N, 121° 5′ W[16]
- Mac Peak – 6.837 ft (2.084 m) – 47° 38′ N, 121° 7′ W[17]

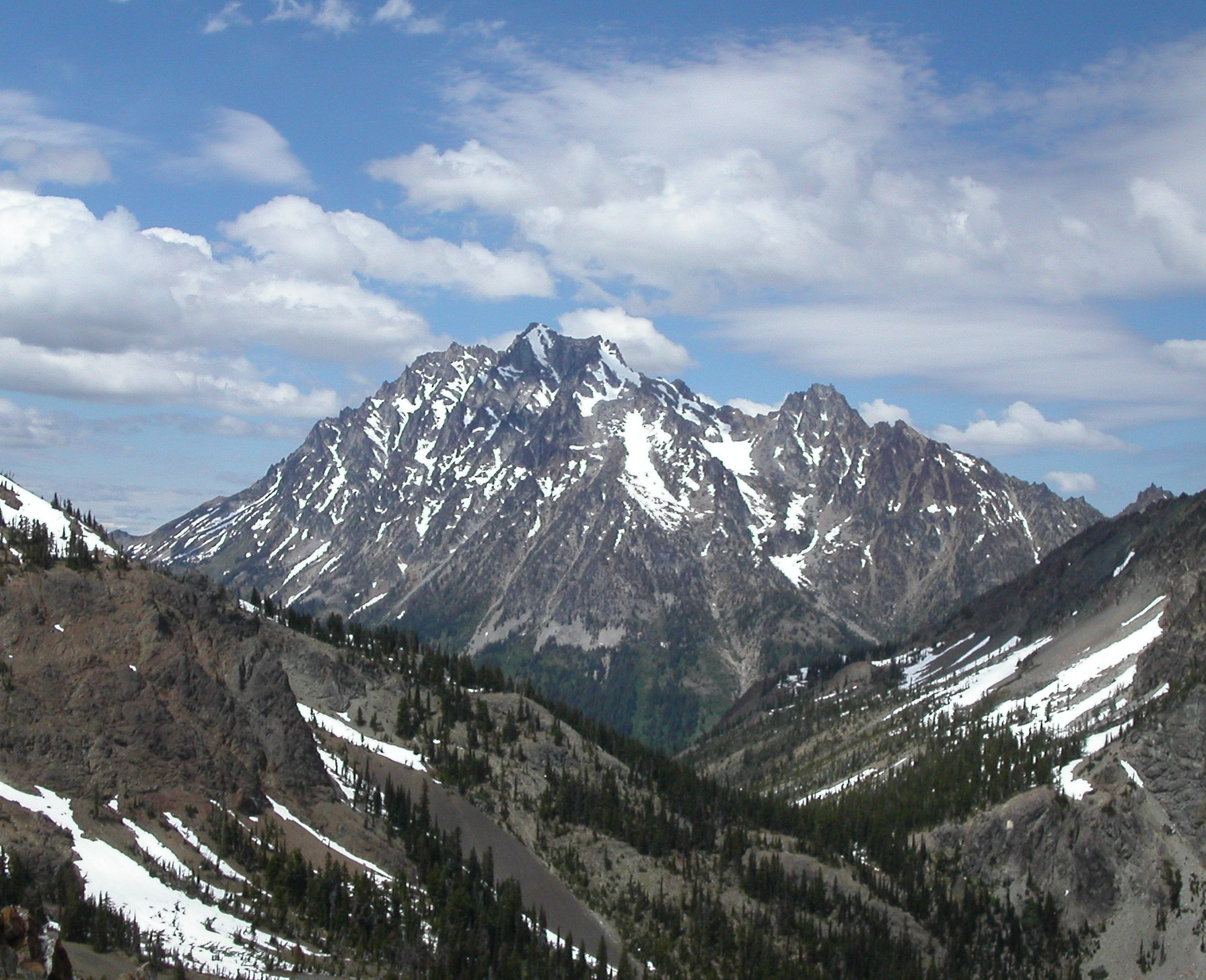
Mount Stuart von Süden gesehen

- Thunder Mountain Lakes Peak – 6.711 ft (2.046 m)
- Trico Mountain – 6.604 ft (2.013 m) – 47° 36′ N, 121° 7′ W[18]
- Thunder Mountain – 6.407 ft (1.953 m) – 47° 39′ N, 121° 7′ W[19]
- Slippery Slab Tower – 6.356 ft (1.937 m) – 47° 40′ N, 121° 8′ W[20]

## Flora

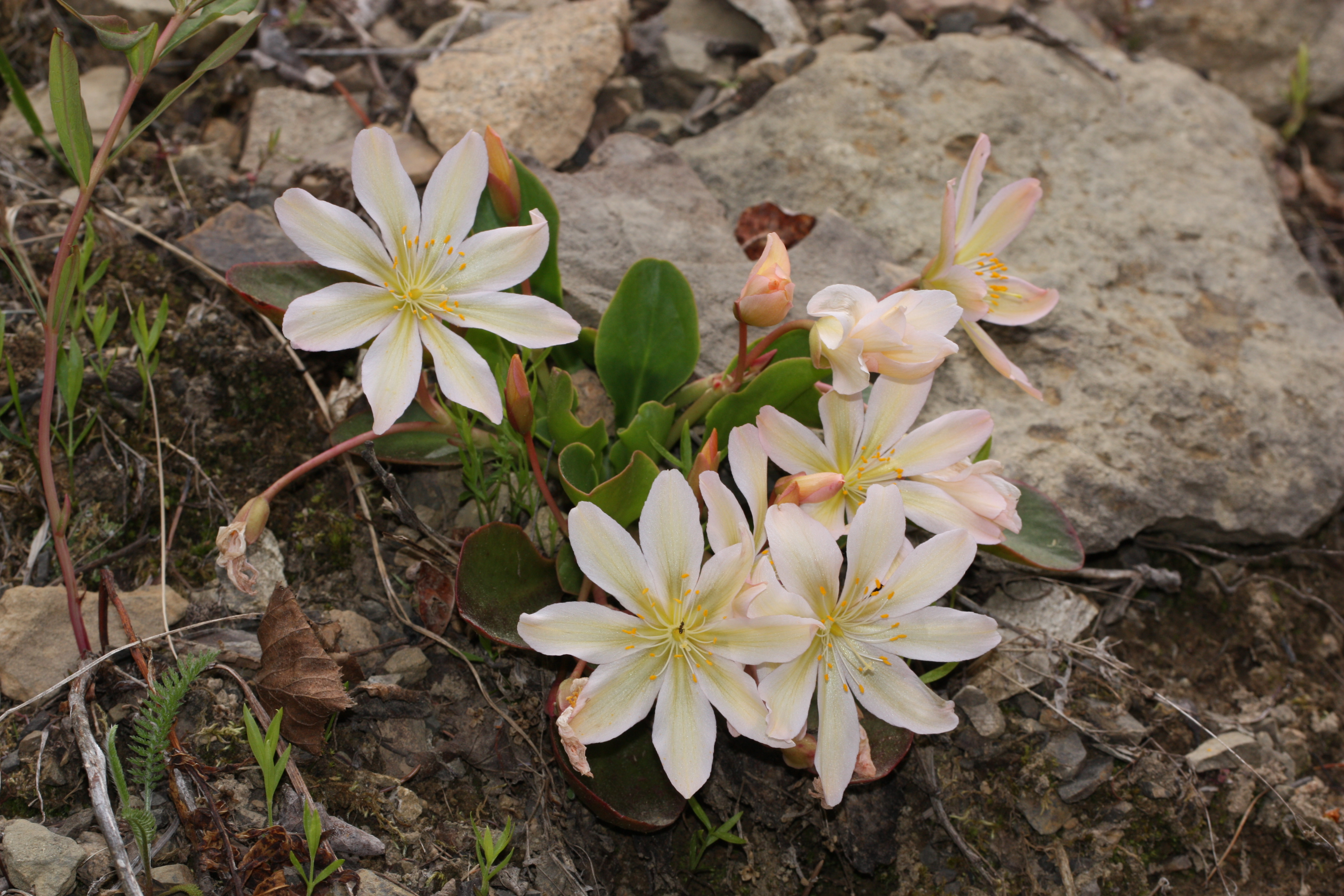
Lewisiopsis tweedyi an der Tronsen Ridge in den Wenatchee Mountains

Die Wenatchee Mountains liegen im Regenschatten des Hauptkamms der Kaskadenkette und sind daher trockener und weniger bewaldet als diese. Das vergleichsweise Fehlen von Bäumen bietet einerseits Blumen einen hervorragenden Lebensraum und eröffnet andererseits großartige Aussichten. In den Wenatchee Mountains werden Böden auf Serpentiniten gefunden, welche die Pflanzengesellschaften in diesen Gebieten beeinflussen.
Die Wenatchee Mountains sind die Heimat einer Reihe seltener, endemischer oder disjunkt verbreiteter Pflanzenarten, darunter Androsace nivalis var. dentata, Claytonia megarhiza var. nivalis, Delphinium viridescens, Lewisiopsis tweedyi, Trifolium thompsonii und Valeriana columbiana.  die Wenatchee-Mountains-Schachbrettmalve (engl. „Wenatchee Mountains checkermallow“) (Sidalcea oregano var. calva) kommt ausschließlich entlang des Peshastin Creek südlich von Leavenworth vor. Sie ist die seltenste Pflanze in Washington und steht daher auf der Liste gefährdeter Arten.